# ボーパール
ボーパール（ヒンディー語: भोपाल, [bʱoː.päːl̪]; 英語: Bhopal）は、インド中部のマディヤ・プラデーシュ州の州都である。面積308平方キロメートル、2011年現在の人口は約180万人。
日本では英語表記を基にした「ボパール」という表記が多いが、現地語での表記においては最初の音節「ボ」も長母音である。

## 歴史

ブルボン・ボパール家の紋章

パラマーラ朝のボージャ王の時代に都が置かれた。フランス王家であったブルボン家の末裔を称する一族（ブルボン・ボパール家）が居住している。（インドのブルボン家参照）

## 事件・事故
この都市にある米国企業ユニオンカーバイド社の化学工場で、1984年に起こった事故については、ボーパール化学工場事故を参照。

## 交通

### 航空
ボーパールの国際空港はラージャボージ空港がある。

### 鉄道

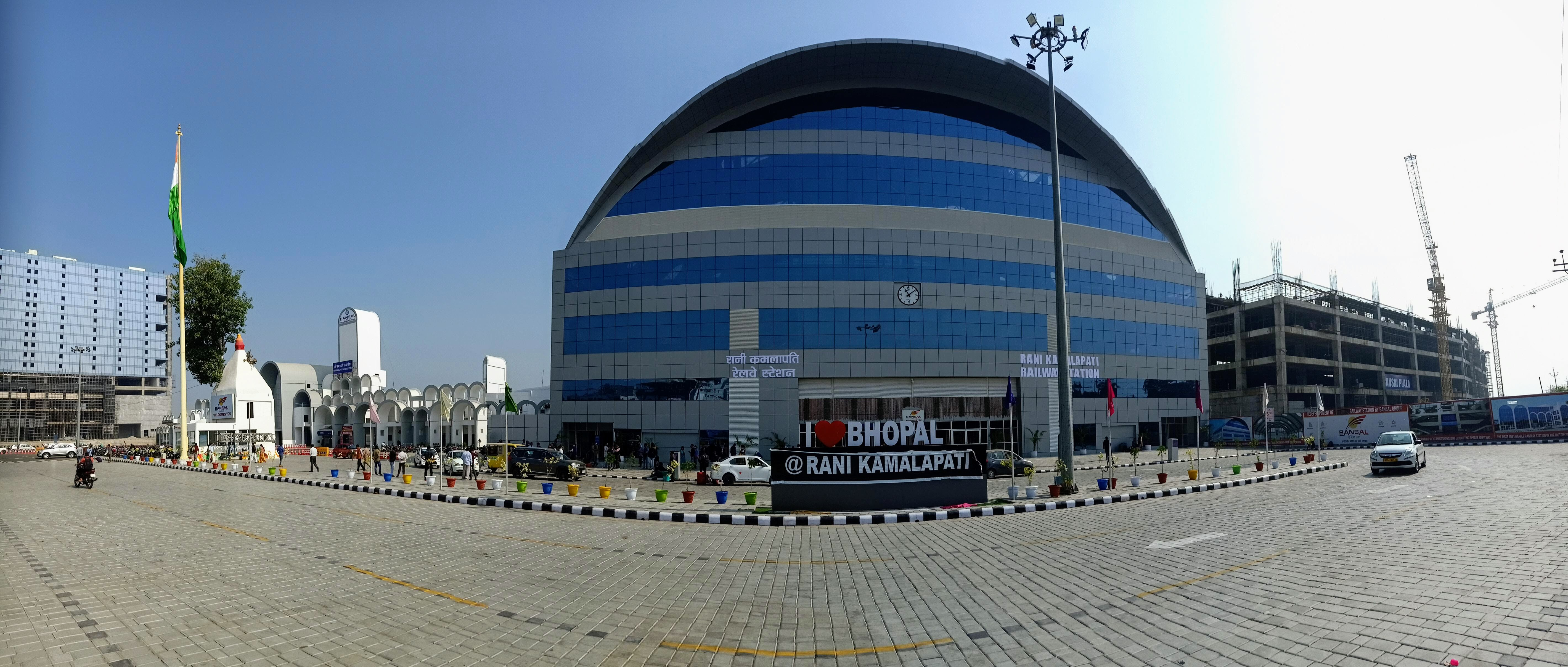
Habibganj (now Rani Kamalapati) railway station 駅

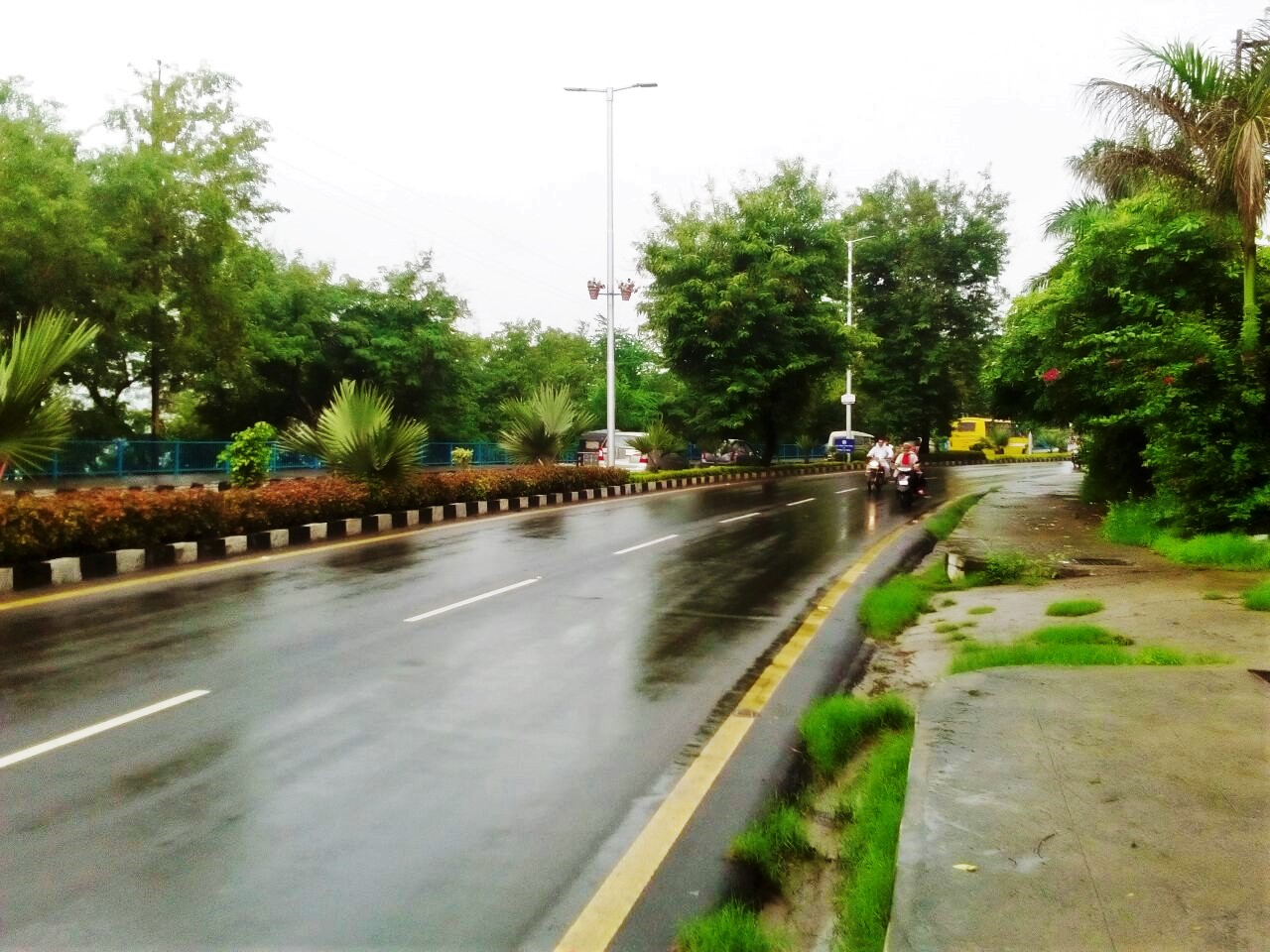
ボーパール VIP 道路

ボーパールは 中西部鉄道区間（英語）に位置し、東西と南北の鉄道ルートが発達して国内でも有数の利便性を誇る。1日の発着数は 200 本を超え、週に 380 本超が停車する。 ボーパール市域には全6駅あり、主な駅は ボーパールジャンクション駅（旧市内）と、新市街の ラニ・カムラパティ駅である。両駅とも WiFi を完備、付帯設備も整っている。待合室、飲食コーナー、発券所、券売機、駐車場、公衆電話、トイレ。また保安を預かる警察官の詰所もある。
ボーパール・ジャンクション駅もラニカムラパティ駅も、ISO 9001:2000 認証を受けている。「国際級駅舎」として、全国47駅に数えられており、 後者は派手な外観で知られ、2021年11月開業の施設は早くも拡張計画がある。
地域鉄道管理官（District Railway Manager＝DRM) のボーパール地区管轄事務所はラニ・カムラパティ駅に近く、市内南部の ハビブガンジにある。 